# Betriebsrentenstärkungsgesetz
Das Betriebsrentenstärkungsgesetz (kurz: BRSG) ist ein deutsches steuer- und sozialrechtliches Reformpaket des Jahres 2017. Der Gesetzgeber verfolgt damit das Ziel einer besseren Verbreitung der betrieblichen Altersversorgung. Die meisten Neuregelungen gelten seit 1. Januar 2018.

## Überblick
Das Betriebsrentenstärkungsgesetz verfolgt eine weitreichende Reform der betrieblichen Altersversorgung. Deren Stärkung ist vornehmlich in den Verantwortungsbereich der Tarifvertragsparteien übertragen worden („Sozialpartnermodell“). Um ein höheres Versorgungsniveau zu erreichen, sollen die Sozialpartner über Tarifverträge adäquate betriebliche Versorgungssysteme gestalten und damit eine höhere Akzeptanz bei den Arbeitnehmern schaffen. Auf tariflicher Grundlage verschafft es die Möglichkeit, „reine Beitragszusagen“ und sogenannte „Optionssysteme“ einzuführen. Mit dem Gesetzesentwurf erging der Hinweis, dass grundsätzlich Alternativen zum gewählten Reformpaket bestünden, etwa die Einführung obligatorischer Systeme oder ein gesetzliches Optionssystem. Aufgrund einer damit verbundenen höheren Eingriffsintensität in die arbeitsrechtliche Gestaltung, wurde davon vorerst abgesehen.
Da sich der Gesetzgeber auch außerhalb des Sozialpartnermodells einen höheren Durchdringungsgrad der betrieblichen Altersversorgung insbesondere bei den kleinen und mittleren Unternehmen sowie bei Niedrigverdienern erhofft, liegen Schwerpunkte des Pakets zur Verbesserung der steuer- und sozialversicherungsrechtlichen Rahmenbedingungen betrieblicher Versorgungsmöglichkeiten in der Erhöhung der abzugsfähigen Spielräume und der Anordnung von Arbeitgeberzuschüssen. Diese wurden – unterschieden nach Neu- und Bestandsvertrag – in den Jahren 2019 und 2022 umgesetzt.

## Maßnahmen

### Steuer- und sozialversicherungsrechtliche Rahmenstellung

#### Grundsicherungsfreibetrag
Grundsätzlicher Ansatzpunkt ist die Einführung eines Freibetrages in der Grundsicherung. Damit wird die Anrechnung der Betriebsrente auf die staatliche Grundsicherung eingeschränkt. Betroffen sind Rentenbezüge, die auf der sogenannten „geförderten Altersversorgung“ (Betriebs-, Rürup- und Riester-Renten) beruhen. Der Freibetrag besteht aus zwei Komponenten: es wird zunächst ein Sockelfreibetrag von 100 EUR gewährt; auf diesem bauen 30 % der den Sockelfreibetrag übersteigenden Betriebsrente auf. Letztere ist allerdings auf 50 % der Regelbedarfsstufe 1 nach SGB XII gedeckelt, sodass ein Freibetrag von maximal 212 EUR (Stand: 2019) nicht überschritten wird. Profitieren sollen hiervon insbesondere Arbeitnehmer mit geringen Rentenanwartschaften.
Beispiel: Die monatlichen Einkünfte aus zusätzlicher Altersvorsorge betragen 300,00 €. Davon sind 100,00 € anrechnungsfrei. Von den übrigen 200,00 € sind (30 % × 200,00 €) = 60,00 € anrechnungsfrei.

#### Erweiterung des steuerlichen Dotierungsrahmens von 4% auf 8% der BBG
Der nach § 3 Nr. 63 EStG geltende, steuerfreie Dotierungsrahmen der Beiträge wird von 4 % auf 8 % zur Beitragsbemessungsgrenze (West) der Rentenversicherung erweitert. Im Gegenzug entfällt der bisherige steuerfreie Erhöhungsbetrag von 1.800 Euro. Beiträge, die zu Gunsten einer nach § 40b EStG pauschalbesteuerten Versorgung aufgebracht werden, sind als Abzugsposition vom Höchstentlastungsbetrag von 8 % der BBG gegenzurechnen.
Im sozialversicherungsrechtlichen Kontext verbleibt das Höchstkontingent bei 4 % zur Beitragsbemessungsgrenze. Entlastet werden bis zu dieser Höhe Anteile zur gesetzlichen Kranken-, Pflege-, Renten- und Arbeitslosenversicherung, der Arbeitgeberzuschuss zur Rentenversicherung an berufsständische Einrichtungen sowie zur freiwilligen beziehungsweise privaten Kranken- und Pflegeversicherung, Pauschalbeiträge zur Sozialversicherung für geringfügig Beschäftigte. Unberücksichtigt bleiben Arbeitgeberumlagen zur gesetzlichen Unfallversicherung und Insolvenzgeldumlagen. Im Rahmen des Kontingents von 4 % der Beitragsbemessungsgrenze besteht Sozialversicherungsfreiheit. Wird das Kontingent durch höhere Beiträge zur betrieblichen Versorgung überschritten, sind für die überschießenden Beitragsteile Sozialversicherungsbeiträge zu entrichten. Dies wirkt sich allerdings nur auf die Gehaltsumwandlung und nicht auf die gesetzliche Mindesthöhe des Arbeitgeberzuschusses aus, weshalb es ratsam sein kann, die Entgeltumwandlung und den BRSG-Zuschuss einvernehmlich so aufeinander abzustimmen, dass die Sozialversicherungsfreigrenze (4 % der BBG) nicht überschritten wird (Quelle: Heubeck).

#### Wegfall der Doppelverbeitragung bei Betriebs-Riesterverträgen
Eine sozialversicherungsrechtliche Besserstellung ergibt sich bei der riestergeförderten betrieblichen Altersversorgung, denn die lange beanstandete Doppelverbeitragung wurde beseitigt. Wie bei privat abgeschlossenen Riester-Verträgen werden die Sozialversicherungsbeiträge während der Ansparphase abgeführt; die Pflicht zur Entrichtung von KVdR-/PVdR-Beiträgen fällt in der Rentenphase nicht mehr an. Außerdem wird die Grundzulage von 154 EUR auf 175 EUR angehoben (§ 84 Satz 1 EStG). Keine inhaltlichen Änderungen wurden an den gültigen Regeln für die Kinderzulage vorgenommen.

#### Mögliche Förderung von Arbeitnehmern mit potentiell geringen Rentenansprüchen
Neu ist der Förderbetrag für Arbeitnehmer, die ein Einkommen haben, aus dem sie pro Jahr weniger als etwa 0,75 Rentenpunkte der staatlichen Rentenversicherung ansammeln. Das betrifft ausdrücklich nicht nur den Niedriglohnsektor, denn auch jemand mit 5000 € brutto auf Vollarbeitszeit, der jedoch nur halbtags arbeitet, fällt unter diese Fördermöglichkeit: Arbeitgeberfinanzierte Versorgungszusagen an Arbeitnehmer mit einem Bruttomonatsgehalt in Höhe von bis zu 2750 € (2018: 2200 Euro) können bezuschusst werden („bAV-Förderbetrag“, gemäß § 100 EStG). Richtet der Arbeitgeber eine Versorgung über mindestens 240 EUR Jahresbeitrag für den betroffenen Arbeitnehmer im Rahmen eines ungezillmerten Vertrages ein, soll er von einer staatlichen Förderung in Höhe von 30 % des aufgewendeten Beitrags profitieren. Begrenzt wird die Sonderförderung nach oben auf den Beitrag von 960 € pro Kalenderjahr (2018: 480 EUR).

#### Zuschuss des Arbeitgebers bei Entgeltumwandlung
Wandelt der Arbeitnehmer einen Teil seines vereinbarten Arbeitsentgelts in eine Direktversicherung, Pensionskasse oder Pensionsfonds um, muss der Arbeitgeber einen Arbeitgeberzuschuss in Höhe von 15 % des umgewandelten Entgelts dazugeben, soweit er durch die Entgeltumwandlung eine Sozialversicherungsersparnis im Sinne von Art. 1 Betriebsrentenstärkungsgesetz, § 1a Absatz 1a, (§ 23), § 26a Betriebsrentengesetz (BetrAVG) hat. Der Gesetzgeber gewährt allerdings in § 19 BetrAVG den Tarifparteien das Recht, von dieser Zuschusshöhe per Tarifvertrag abzuweichen.

#### Vereinfachung der Vervielfältiger-Regel (Abfindungen)
Mit der Vervielfältiger-Regel hatte der Gesetzgeber im vorangegangenen Jahrhundert ein Instrument geschaffen, zukünftiges Entgelt, und damit beispielsweise auch noch nicht ausgezahlte (Teile von) Abfindungszahlungen steuerfrei in eine betriebliche Altersversorgung einzubezahlen. Ein Angestellter, der seinen Arbeitgeber verlässt, kann somit oft erhebliche zusätzliche Beiträge in eine bestehende oder neu einzurichtende betriebliche Versorgung einzahlen. Soweit die Maximalhöhe bis 2018 von der Dienstzeit und den gezahlten Beiträgen in die betriebliche Versorgung abhängig war, wird der sogenannte Vervielfältigungsbetrag heute einfacher berechnet. Die Dienstzeit (maximal davon 10 Dienstjahre) wird mit 4 % der aktuellen Beitragsbemessungsgrenze multipliziert.

### Sozialpartnermodell

#### Reine Beitragszusage („pay and forget“)
Künftig können die Sozialpartner (Tarifvertragsparteien) eine im Betriebsrentengesetz als Zusageart eine „reine Beitragszusage“ vereinbaren.

Modell: Der Arbeitgeber sagt dem Arbeitnehmer gemäß dem Tarifvertrages oder in Anlehnung daran (gemäß § 24 BetrAVG), die Zahlung eines Beitrags in einen der Durchführungswege des § 3 Nr. 63 EStG zu. Er bringt den Beitrag in eine Direktversicherung, Pensionskasse oder in einen Pensionsfonds ein. Die für Leistungszusagen, beitragsorientierte Leistungszusagen und Beitragszusagen mit Mindestleistung geltende Einstandspflicht des Arbeitgebers gemäß § 1 Abs. 1 Satz 3 BetrAVG findet bei reinen Beitragszusagen gemäß dem neuen § 1 Abs. 2 Nr. 2a BetrAVG ausdrücklich keine Anwendung. Der Arbeitgeber haftet weder für die aus den Beiträgen erwirtschafteten Rentenleistungen (ein Wahlrecht auf Kapitalzahlungen besteht nicht), noch für deren Anpassung gemäß § 16 BetrAVG. Spiegelbildlich zum Wegfall der uneingeschränkten Arbeitgeberhaftung erhält der Arbeitgeber damit eine umfängliche Kostensicherheit. Beim Arbeitnehmer liegt der Vorteil darin, dass er aufgrund des Wegfalls von Mindestleistungsgarantien, für die der Arbeitgeber nach dem herkömmlichen System einzustehen hat, deutlich größeren Freiheiten bei der Auswahl der Kapitalanlagen entgegensieht. So sind Investitionen in Produktivvermögen (Aktien) oder illiquide Anlageklassen denkbar, und weil Verfügungsverbote während der Anwartschaftszeit bestehen, kann er mit einem besseren Ergebnis seiner Zusatzversorgung rechnen („Marktrisikoprämie“). Das Modell ist vergleichbar mit den Defined Contribution Plans welche 1978 in den USA eingeführt wurden und im Rahmen der Finanzmarktkrise in Europa diskutiert werden.
Es besteht keine Insolvenzsicherung. Der von Insolvenz betroffene Arbeitnehmer erhält ein Eintrittsrecht in die Versorgung (Übernahme und Fortsetzung der Beitragszahlung).
Kontrahierungszwang besteht nicht, jedoch sind die auf gezahlten Beiträgen beruhenden Anwartschaften auf Altersrente gemäß § 22 Abs. 2 Satz 1 BetrAVG sofort unverfallbar, was für Entgeltumwandlungen und Arbeitgeberfinanzierung gleichermaßen gilt, nicht aber für arbeitgeberfinanzierte Invaliditäts- oder Hinterbliebenenrentenanwartschaften.
Die Sozialpartner (Tarifvertragsparteien) müssen die Durchführung der „reinen Beitragszusage“ steuern, mindestens aber mit geeigneten Maßnahmen auf sie einwirken und über Sicherungsbeiträge (§ 23 Abs. 1 BetrAVG) absichern. Gewährleistet werden kann die Einwirkung etwa dadurch, dass eine Vertretung im Aufsichtsrat der Versorgungseinrichtung besteht. Verschiedene aufsichtsrechtliche Bestimmungen sind zu beachten, vornehmlich §§ 244a bis 244d VAG. So regelt § 244b Abs. 1 Nr. 1 VAG, dass reine Beitragszusagen keine garantierten Leistungen beinhalten dürfen („Garantieverbot“).

#### Opting Out / Automatische Entgeltumwandlung
Im Rahmen von Optionsmodellen wird ein bestimmter Teil des Bruttoentgelts des Arbeitnehmers automatisch durch den Arbeitgeber zur Finanzierung einer betrieblichen Altersversorgung einbehalten. Im Gegenzug erhält der Arbeitnehmer allerdings innerhalb einer bestimmten Frist ein Widerspruchsrecht („opting out“). Das Betriebsrentenstärkungsgesetz sieht das zukünftig in § 20 Abs. 2 BetrAVG gesetzlich vor.
Opting out-Modelle sind tarifvertraglich oder auf Grund eines Tarifvertrags in einer Betriebs- oder Dienstvereinbarung zu regeln. Tarifvertraglich ungebundenen Arbeitgebern ist das Recht gewährt, ein einschlägiges tarifvertragliches Optionssystem anzuwenden oder auf Grund eines einschlägigen Tarifvertrags durch Betriebs- oder Dienstvereinbarung einzuführen.

#### Praktische Umsetzung
Lange Zeit harrte das 2017 gesetzlich eingeführte Sozialpartnermodell einer praktischen Umsetzung. Nachdem im September 2022 erstmals beim Gasgroßhändler Uniper seitens der Bundesanstalt für Finanzdienstleistungsaufsicht für ein unternehmensspezifisches Pensionskonzept die Unbedenklichkeit bestätigt worden war, folgte einen Monat später erstmals die Genehmigung eines auf einem Flächentarifvertrag basierenden Sozialpartnermodells beim ChemiePensionsfonds für die deutsche Chemiebranche.
Die IG Metall unterstützt ab 2023 in Tarifabschlüssen kein Betriebsrentensystem unter einem Sozialpartnermodell. Dieses bot Arbeitgebern Vorteile. Sie garantieren keine Mindestrente und leisten nur definierte Beiträge an irgendeinen Versorgungsträger. Dieser darf risikoreicher an Börsen investieren. Das kann Renditechancen erhöhen – auf Kosten der Sicherheit: Risiken trägt allein der Arbeitnehmer. Zwar mögen Klauseln Verlustrisiken abmildern, doch seien Finanzmärkte kein sicherer Ort für sozialstaatliche Altersvorsorge. Die IG Metall fordert daher, das Rentenniveau der gesetzlichen Rente auf 53 Prozent zu heben, um eine Verarmung zu vermeiden. Die Betriebsrente ergänze diese Rente nur, wenn sie vom Arbeitgeber finanziert wird.